# Azim Premji
Azim Premji Wipro (24 de julho de 1945) é um empresário indiano. 
É o presidente do conselho da empresa de serviços de Tecnologia da Informação Wipro Technologies, sediada em Bangalore. 
Azim Prenji tem no seu país prestígio e fama comparados aos empresários de tecnologia estrangeiros como Bill Gates.
Em 2012 a Revista Forbes classificou  Azim Premji como a 41° pessoa mais rica do mundo, com 15,9 bilhões de dólares.